# همه بیابان
همه بیابان (به انگلیسی: All the Wilderness) فیلمی محصول سال ۲۰۱۴ و به کارگردانی مایکل جانسون است. در این فیلم بازیگرانی همچون کدی اسمیت-مک‌فی، ویرجینیا مادسن، ایزابل فورمن، ایوان راس و دنی دویتو ایفای نقش کرده‌اند.